# Tiếng Thavưng
Tiếng Thavưng hay tiếng Thaveung hay tiếng Aheu (Ahloa, Ahoa) là ngôn ngữ được người Phon Sung nói, ở Lào và Thái Lan. Tiếng Thavưng thuộc ngữ chi Việt trong ngữ hệ Nam Á .
Tại Lào có khoảng 1.770 người nói tiếng Thavưng, phần lớn tập trung ở muang Khamkeuth thuộc tỉnh Borikhamxay ở Trung Lào.
Tại Thái Lan có khoảng 750 người, được gọi là người Sô, tại 3 bản là Ban Nong Waeng (ở Pathum Wapi Subdistrict), Ban Nong Charoen, và Ban Nong Muang, thuộc huyện Song Dao, tỉnh Sakon Nakhon .
Tiếng Thavưng phân biệt âm thường và âm hà hơi (breathy), và có phụ âm cuối thanh môn hóa. Sự thanh môn hóa này tương tự với ở những ngôn ngữ thuộc ngữ chi Pear. Tuy nhiên, ở ngữ chi Pear thì hiện tượng thanh môn hóa nằm ở nguyên âm .

## Ngữ âm

### Phụ âm[8]
|          |           | Môi | Lợi | Ngạc cứng | Ngạc mềm | Thanh hầu |
| -------- | --------- | --- | --- | --------- | -------- | --------- |
| Mũi      | Mũi       | m   | n   | ɲ         | ŋ        |           |
| Stop     | thường    | p   | t   | c         | k        | ʔ         |
| Stop     | bật hơi   | pʰ  | tʰ  | cʰ        | kʰ       |           |
| Stop     | hữu thanh | b   | d   |           |          |           |
| Xát      | Xát       | f   | s   |           |          | h         |
| Tiếp cận | Tiếp cận  | w   | l   | j         |          |           |
| Rung     | Rung      |     | ɾ   |           |          |           |

### Nguyên âm[9]
|          | Trước | Giữa | Sau |
| -------- | ----- | ---- | --- |
| Đóng     | i     | ɨ    | u   |
| Nửa đóng | e     |      | o   |
| Giữa     |       | ǝ    |     |
| Nửa mở   |       |      | ɔ   |
| Mở       | a     |      |     |

Các nguyên âm cũng có thể là nguyên âm dài. Tiếng Thavung có 3 nguyên âm đôi: ia, ɨa, ua.

## Từ vựng
Dưới đây là bảng từ vựng cơ bản tiếng Thavưng (dưới dạng IPA), đối chiếu với tiếng Việt-Mường nguyên thủy và tiếng Việt.
Nguồn:
| Tiếng Việt-Mường nguyên thủy | Tiếng Thavưng | Tiếng Việt (Bắc Bộ) | Tiếng Việt (Bắc Bộ) |
| ---------------------------- | ------------- | ------------------- | ------------------- |
| *ʔa-cɔːʔ                     | cɔː³          | ʨɔ˧˥                | chó                 |
| *-ciːm                       | aciːm¹        | ʨim˧˧               | chim                |
| *r-kaː                       | kâː           | ɣa̤ː˨˩               | gà                  |
| *ɗaːk                        | daːk⁷         | nɨək˧˥              | nước                |
| *ɓɔːjʔ                       | bɔ̰̂ːj          | muəj˧˥              | muối                |
| *buːŋʔ                       | Ɂapûŋ         | ɓṵʔŋ˨˩              | bụng                |
| *s-gəːŋ                      | cakɨ̀ŋ         | ɣɨ̤ŋ˨˩               | gừng                |
| *ɟaːŋ                        | kajiɛŋ¹       | sɨəŋ˧˧              | xương               |
| *cuːʔ                        | coː³          | ʨaw˧˥               | cháu                |
| *p-leːʔ                      | pʰaləː³       | ʨaːj˧˥              | trái (quả)          |
| *mat                         | mát           | mat˧˥               | mắt                 |
| *muːs                        | muːjʰ¹        | muʔuj˧˥             | mũi                 |
| *moːc                        | muːt          | mo̰ʔt˨˩              | một                 |
| *haːr                        | hâːn          | haːj˧˧              | hai                 |
| *paː                         | pâː           | ɓaː˧˧               | ba                  |